# تغيم

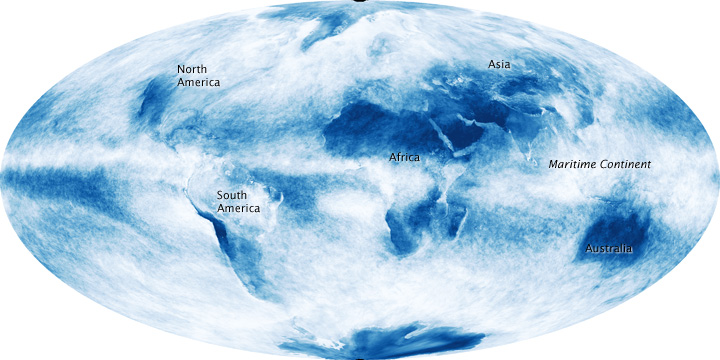

التغيّم </ref> (أو الغطاء السحابي) هو مصطلح في علم الأرصاد الجوية يشير إلى مدى تلبد السماء بالغيوم

## ثُمُن
ثُمُن Okta: هو مقياس لدرجة تغطية السماء بالغيوم.بحيث إذا كانت الغيوم تغطي نصف السماء نقول 4/8 وهكذا لباقي الكميات.

## المصدر
- المعجم الجغرافي المناخي